# شايع الوقيان
شايع بن هذال الوقيان كاتب وفيلسوف سعودي، كتب مقالات بشكل أسبوعي في جريدة عكاظ السعودية سابقا. هذه المقالات تناولت قضايا فلسفية وعلمية ونقدية، وبعضها يتعلق بمسائل سياسية واجتماعية. ساهم في تأسيس حلقة الرياض الفلسفية، وساهم في تأسيس الجمعية السعودية للفلسفة.

## المؤلفات

### الكتب
- كتاب ( الفلسفة بين الفن والأيديولوجيا ) صدر عن المركز الثقافي العربي ببيروت عام 2011
- كتاب ( قراءات في الخطاب الفلسفي ) صدر عن دار الانتشار ببيروت عام 2011
- كتاب (الوجود والوعي - استئناف الفينومينولوجيا) عام 2020

### كتب مشتركة
- (بهجة الشعور الجمالي) .. ضمن كتاب ( أوراق فلسفية ) – الجزء الأول، بالاشتراك مع أعضاء حلقة الرياض الفلسفية، صدر عن نادي الرياض الأدبي2009
- ( معنى سؤال التخلف)، صدر ضمن كتاب: الأخوان المسلمون في العراق، عن مركز مسبار للأبحاث 2010
- ( معضلة دريدا) .. ضمن كتاب ( أوراق فلسفية ) الجزء الثاني – بالاشتراك . صدر عن المركز الثقافي العربي مطلع 2012

## مقالات مختارة
- ما وراء المعنى .. صراع التأويلات المذهبية
- إشكالية النص الرشدي
- العبارة النموذجية والاستغلال الأيديولوجي
- الديمقراطية وسحر الكلمة
- كيف نتصور الفن؟
- ما معنى أن تكون ناقداً أدبيا؟
- أنسنة التقنية
- ابن تيمية .. الحكمة الإلهية إزاء الفلسفة
- بؤس الشعر العربي
- ما بعد الحداثة .. حتى لا يتحول النقد إلى ثرثرة
- ما هو أبيض وما هو أسود في أدب القرون الوسطى
- ما الذي يجعل من الكلام شعرا؟
- شاعرية الكذب
- ماذا حدث للأدب المصري المعاصر؟!